# Кріс Єсперсен
Кріс Єсперсен (18 жовтня 1983 , Etne Municipalityd, Гордаланн ) - норвезький лижник, переможець етапу Кубка світу. Учасник Олімпійських ігор і чемпіонату світу. Спеціалізується на дистанційних перегонах.

## Спортивна кар'єра
У Кубку світу Єсперсен дебютував 6 грудня 2003. Відтоді шість разів потрапляв на п'єдестал пошани в особистому заліку й тричі - в командному. Найкраще досягнення Єсперсена в загальному заліку Кубка світу - 4-те місце в сезоні 2012-2013.
Учасник зимових Олімпійських ігор 2014, де посів 6-те місце в індивідуальних перегонах на 15 км, 32-ге місце в мас-старті на 50 км і 4-те місце в естафеті 4 × 10 км.
Учасник Чемпіонату світу 2015, де посів 8-ме місце в індивідуальних перегонах на 15 км. Чемпіон світу серед юніорів 2003 року.
Використовує лижі та черевики виробництва фірми Rossignol.

## Результати за кар'єру
Усі результати наведено за даними Міжнародної федерації лижного спорту.

### Олімпійські ігри
| Рік  | Вік | 15 км індивідуальні пер. | 30 км скіатлон | 50 км мас-старт | Спринт | 4 × 10 км естафета | Командна першість спринт |
| ---- | --- | ------------------------ | -------------- | --------------- | ------ | ------------------ | ------------------------ |
| 2014 | 30  | 6                        | —              | 32              | —      | 4                  | —                        |

### Чемпіонати світу
| Рік  | Вік | 15 км індивідуальні пер. | 30 км скіатлон | 50 км мас-старт | Спринт | 4 × 10 км естафета | Командна першість спринт |
| ---- | --- | ------------------------ | -------------- | --------------- | ------ | ------------------ | ------------------------ |
| 2015 | 31  | 8                        | —              | —               | —      | —                  | —                        |

### Кубки світу

#### Підсумкові місця в Кубку світу за роками
| Сезон | Вік | Місце в дисципліні | Місце в дисципліні | Місце в дисципліні | Місце в Скі Тур | Місце в Скі Тур | Місце в Скі Тур   | Місце в Скі Тур |
| Сезон | Вік | Загалом            | Дистанція          | Спринт             | Nordic Opening  | Тур де Скі      | Фінал Кубка світу | Скі Тур Канада  |
| ----- | --- | ------------------ | ------------------ | ------------------ | --------------- | --------------- | ----------------- | --------------- |
| 2004  | 20  | НК                 | НК                 | —                  | Н/Д             | Н/Д             | Н/Д               | Н/Д             |
| 2006  | 22  | НК                 | НК                 | —                  | Н/Д             | Н/Д             | Н/Д               | Н/Д             |
| 2008  | 24  | НК                 | НК                 | —                  | Н/Д             | —               | —                 | Н/Д             |
| 2009  | 25  | 120                | 72                 | —                  | Н/Д             | —               | —                 | Н/Д             |
| 2010  | 26  | 178                | 118                | —                  | Н/Д             | —               | —                 | Н/Д             |
| 2011  | 27  | 85                 | 49                 | НК                 | НФ              | —               | —                 | Н/Д             |
| 2012  | 28  | 78                 | 53                 | НК                 | 25              | —               | —                 | Н/Д             |
| 2013  | 29  | 49                 | 37                 | НК                 | 17              | —               | 30                | Н/Д             |
| 2014  | 30  | 4                  | 4                  | 104                | 8               | 2               | НФ                | Н/Д             |
| 2015  | 31  | 12                 | 12                 | НК                 | 17              | 8               | Н/Д               | Н/Д             |
| 2016  | 32  | 95                 | 55                 | —                  | —               | —               | Н/Д               | —               |
| 2018  | 34  | НК                 | НК                 | —                  | —               | —               | —                 | Н/Д             |
| 2019  | 35  | 64                 | 37                 | —                  | —               | —               | —                 | Н/Д             |

#### П'єдестали в особистих дисциплінах
- 1 перемога – (1 ЕКС)
- 6 п'єдесталів – (3 КС, 3 ЕКС)

| № | Сезон   | Дата                          | Місце пров.            | Перегони               | Рівень           | Місце |
| - | ------- | ----------------------------- | ---------------------- | ---------------------- | ---------------- | ----- |
| 1 | 2013–14 | 14 грудня 2013                | Давос (Швейцарія)      | 30 км індивідуальні В  | Кубок світу      | 2-ге  |
| 2 | 2013–14 | 28 грудня 2013                | Oberhof (Німеччина)    | 4.5 км індивідуальні В | Етап кубка світу | 3-тє  |
| 3 | 2013–14 | 4 січня 2014                  | Val di Fiemme (Італія) | 10 км індивідуальні К  | Етап кубка світу | 3-тє  |
| 4 | 2013–14 | 5 січня 2014                  | Val di Fiemme (Італія) | 9 км переслідування В  | Етап кубка світу | 1-ше  |
| 5 | 2013–14 | 28 грудня 2013 – 5 січня 2014 | Тур де Скі             | Заг. залік             | Кубок світу      | 2-ге  |
| 6 | 2014–15 | 5 січня 2014                  | Давос (Швейцарія)      | 15 км індивідуальні К  | Кубок світу      | 3-тє  |

#### П'єдестали в командних дисциплінах
- 1 перемога – (1 Ес)
- 3 п'єдестали – (3 Ес)

| № | Сезон   | Дата              | Місце пров.            | Перегони                | Рівень      | Місце | Тов. по команді           |
| - | ------- | ----------------- | ---------------------- | ----------------------- | ----------- | ----- | ------------------------- |
| 1 | 2007–08 | 24 лютого 2008    | Falun (Швеція)         | Естафета 4 × 10 км К/В  | Кубок світу | 1-ше  | Сунбю / Eilifsen / Нуртуг |
| 2 | 2010–11 | 21 листопада 2010 | Єлліваре (Швеція)      | Естафета 4 × 10 км К/В  | Кубок світу | 3-тє  | Rønning / Сунбю / Рете    |
| 3 | 2013–14 | 8 грудня 2013     | Ліллегаммер (Норвегія) | Естафета 4 × 7,5 км К/В | Кубок світу | 2-ге  | Rønning / Рете / Krogh    |